# Prawnicy z Miasta Aniołów
Prawnicy z Miasta Aniołów (ang. L.A. Law, 1986–1994) – amerykański serial obyczajowy stworzony przez Stevena Bochco i Terry Louise Fisher. Wyprodukowany przez Bochco Productions i 20th Century Fox Television.
Serial był emitowany na kanale NBC od 15 września 1986 roku do 19 maja 1994 roku. W Polsce serial nadawany był dawniej w telewizji TVP1, a następnie w TVN.

## Obsada
- Corbin Bernsen jako Arnie Becker
- Jill Eikenberry jako Ann Kelsey / Markowitz
- Michael Tucker jako Stuart Markowitz
- Richard Dysart jako Leland McKenzie
- Harry Hamlin jako Michael Kuzak (1986-1991)
- Susan Dey jako Grace Van Owen (1986-1992)
- Michele Greene jako Abby Perkins (1986-1991)
- Jimmy Smits jako Victor Sifuentes (1986-1991)
- Susan Ruttan jako Roxanne Melman / Meyer (1986-1993)
- Bruce Kirby jako Bruce Rogoff (1986-1991)
- Larry Drake jako Benny Stulewicz

i inni